# Sigamos de largo
Sigamos de largo (abreviado como SDL) fue un programa de medianoche de entrevistas y entretención chileno emitido por Canal 13, entre abril de 2018 y enero de 2021. Su último panel contó con la conducción de Sergio Lagos, Maly Jorquiera y Francisca García-Huidobro. 
El primer ciclo (2018-2019) fue conducido por el mismo Lagos, Marcelo Comparini y Marco Silva, y el segundo por Francisca García-Huidobro, Maly Jorquiera y Mauricio Jürgensen, quien en agosto de 2019 fue reemplazado por el regreso de Sergio Lagos.
El programa fue finalizado en enero de 2021, debido a una reestructuración del canal.

## Conducción

### Anteriores
- Marcelo Comparini (2018-2019)
- Marco Silva (2018-2019)
- Mauricio Jürgensen (2019)
- Sergio Lagos (2018, 2019-2021)
- Maly Jorquiera (2019-2021)
- Francisca García-Huidobro (2019-2021)

## Temporadas
| Temporada | Temporada | Episodios | Episodios | Emisión original     | Emisión original      |
| Temporada | Temporada | Episodios | Episodios | Primera emisión      | Última emisión        |
| --------- | --------- | --------- | --------- | -------------------- | --------------------- |
|           | 1         | 175       | 175       | 17 de abril de 2018  | 31 de enero de 2019   |
|           | 2         | 70        | 70        | 18 de marzo de 2019  | 15 de agosto de 2019  |
|           | 3         | 128       | 128       | 19 de agosto de 2019 | 21 de febrero de 2020 |
|           | 4         | 175       | 175       | 3 de marzo de 2020   | 26 de enero de 2021   |